# Santuario de Nuestra Señora de Araceli
El Real Santuario Diocesano de Nuestra Señora de Araceli está ubicado muy cerca de Lucena, provincia de Córdoba. La Ermita está en la cumbre de la Sierra de Aras. Su construcción se remonta al siglo XVII.

## Descripción histórica
El Santuario de Nuestra Señora de Araceli es un santuario barroco en la cumbre de la Sierra de Aras a 863 metros de altura y a 6 kilómetros de Lucena, guarda la imagen de la patrona de Lucena, Nuestra Señora de Araceli. Desde el santuario se pueden ver las provincias de Málaga, Córdoba, Sevilla, Granada y Jaén.
Una escalinata que consta de sencilla fachada con tres arcadas de medio punto y cierres de forja da acceso al templo. A la izquierda del atrio se encuentra una espadaña angular de sillería y mampuesto construida en 1726 por Don Andrés Antonio del Pino. 
El acceso al templo se realiza a través de una magnífica portada de jaspes polícromos rojos, blancos y negros realizada por Martín de Rojas en 1765. La construcción actual, la segunda, pues la primitiva y humilde que existía con anterioridad fue demolida, data de 1600.

## Descripción técnica
El santuario se compone de tres naves de cuatro tramos y crucero inscrito separadas por arcos de medio punto sobre columnas dóricas de mármol. En las enjutas de estos arcos se encuentran pinturas de los padres de la iglesia, San Buenaventura y Santo Tomás.
En la nave central y laterales las cubiertas son de cañón, y en los brazos del crucero y presbiterio cubiertas de cañón con lunetos. La bóveda central se encuentra decorada en azul, blanco y dorado con motivos florales y angelotes barrocos. El centro del crucero recibe el peso de una bóveda de media naranja sobre pechinas. Una reja de bronce ricamente trabajada separa el crucero de la nave central, permitiendo la entrada por una cancela de medio punto. Está firmada por Antonio García en 1746, siendo capellán Manuel Gutiérrez, según reza la inscripción que lleva.